# Титаник (филм, 1997)
Вижте пояснителната страница за други значения на Титаник.
„Титаник“ (на английски: Titanic) е американски епичен романтичен филм от 1997 г., режисиран, написан, продуциран и съмонтиран от Джеймс Камерън. Включвайки както исторически, така и измислени аспекти, филмът се основава на разкази за потъването на кораба „Титаник“, с участието на Леонардо ди Каприо и Кейт Уинслет, играещи членове на различни социални класи, които се влюбват на борда на кораба по време на злополучното първо пътуване. Участват още Били Зейн, Кати Бейтс, Франсис Фишър, Глория Стюарт, Бърнард Хил, Джонатан Хайд, Виктор Гарбър и Бил Пакстън.
Вдъхновението на Камерън за филма идва от очарованието му от корабокрушенията. Той чувства, че една любовна история, осеяна с човешката загуба, би била от съществено значение за предаване на емоционалното въздействие на бедствието. Производството започва през 1995 г., когато Камерън заснема кадри на истинските останки на „Титаник“. Съвременните сцени на изследователския кораб са заснети на борда на „Академик Мъстислав Келдиш“, който Камерън използва като база при заснемането на корабокрушението. Умалени модели, компютърно генерирани изображения и реконструкция на „Титаник“, построена в „Baja Studios“, Мексико, са използвани за пресъздаване на потъването. Филмът е съфинансиран от Парамаунт Пикчърс и Туентиът Сенчъри Фокс, като първият се занимава с разпространението на филма в Северна Америка, а вторият пуска филма в международен мащаб. Това е най-скъпият филм, правен някога, с бюджет на продукцията от 200 милиона долара.
След премиерата си на 19 декември 1997 г., Титаник постига значителен критичен и комерсиален успех и получава множество отличия. Номиниран за 14 награди Оскар, той изравнява Всичко за Ева (1950) за най-много номинации Оскар и печели 11, включително наградите за най-добър филм и най-добър режисьор, изравнявайки Бен-Хур (1959) за най-много спечелени награди Оскар. С първоначални световни приходи от над 1,84 милиарда долара, Титаник е първият филм, достигнал границата от милиард долара. Той остава най-касовият филм на всички времена до друг филм на Камерън, Аватар, го надминава през 2010 г. 3D версията на Титаник, пусната на 4 април 2012 г., за да отбележи стогодишнината от потъването, му носи допълнителни 343,6 милиона долара в световен мащаб, тласкайки общите приходи на филма в световен мащаб до 2,195 милиарда долара и го превръща във втория филм, събирайки повече от 2 милиарда долара в световен мащаб (след Аватар). През 2017 г. филмът e преиздаден за своята 20-а годишнина и e избран за съхранение в Националния филмов регистър на Съединените щати, тъй като е „културно, исторически или естетически значим“.

## Сюжет
През 1996 г., на борда на изследователския кораб „Академик Мъстислав Келдиш“, Брок Ловет и неговият екип претърсват останките на кораба „Титаник“. Те намират сейф, като се надяват да съдържа огърлица с голям диамант, известен като „Сърцето на океана“. Вместо това те намират само рисунка на млада гола жена, носеща огърлицата. Скицата е с дата 14 април 1912 г., същия ден, в който „Титаник“ се блъска в айсберга, заради който потъва. Роуз Доусън Калвърт, жената на рисунката, е качена на борда на „Келдиш“. Тя разказва своите преживявания на борда на „Титаник“.
През 1912 г. в Саутхемптън 17-годишната Роуз Деуит Бюкейтър, нейният богат годеник Каледон „Кал“ Хокли и овдовялата майка на Роуз, Рут, се качват на борда на „Титаник“. Рут подчертава, че бракът на Роуз с Кал ще разреши финансовите проблеми на семейството и ще запази статута им във висшата класа. Междувременно Джак Доусън, беден млад художник, печели билет за „Титаник“, трета класа, в игра на покер. След като отплава, Роуз, обезумяла от годежа си без любов, се изкачва през кърмовия парапет, възнамерявайки да скочи зад борда. Джак се появява и я приканва да се качи обратно на палубата. Двамата развиват колебливо приятелство, но когато Кал и Рут силно възразяват, Роуз се съгласява и обезсърчава вниманието на Джак. Скоро тя осъзнава, че изпитва чувства към Джак.
Роуз води Джак в гостната си и му плаща монета, за да скицира голото ѝ тяло, носейки само огърлицата „Сърцето на океана“. По-късно те избягват от слугата на Кал, Лавджой, и правят секс в автомобил в товарното отделение. На предната палуба те стават свидетели на сблъсък на кораба с айсберг и чуват офицерите и строителя да обсъждат сериозната ситуация. Кал открива скицата на Джак и обидната бележка на Роуз, оставени в сейфа му, заедно с огърлицата. Когато Джак и Роуз се връщат, за да предупредят останалите за сблъсъка, Кал кара Лавджой да пъхне огърлицата в джоба на Джак, за да го обвинят в кражба. След това Джак е затворен в офиса на капитана, а Кал слага огърлицата в джоба на палтото си.
Докато корабът потъва, Роуз бяга от Кал и майка си, която се е качила на спасителна лодка. Роуз намира и освобождава Джак и те едва успяват да се качат на палубата. Кал и Джак карат Роуз да се качи на спасителна лодка. След като е уредил да се спаси, Кал лъжливо твърди, че може да изведе Джак безопасно от кораба. Докато спасителната ѝ лодка се спуска, Роуз, неспособна да изостави Джак, скача обратно на борда. Кал грабва пистолета на Лавджой и преследва Роуз и Джак в наводнения първокласен салон за хранене. Те се измъкват и Кал разбира, че е дал палтото си, а оттам и огърлицата, на Роуз; по-късно той се качва на спасителна лодка, представяйки се за баща на изгубено дете.
Джак и Роуз се връщат на палубата. Спасителните лодки са потеглили и кърмата на кораба се издига, докато наводненият нос потъва. Докато пътниците падат, намирайки смъртта си, Джак и Роуз отчаяно се вкопчват в кърмовата релса. Преобърнатият кораб се счупва наполовина и носовата част потъва. Останалата кърма се блъска обратно в океана, след което отново се обръща, преди тя също да потъне. В ледената вода Джак помага на Роуз да се качи на дървен панел, който е достатъчен само за един човек, и я кара да обещае, че ще оцелее. Джак умира от хипотермия, а Роуз е спасена от завръщаща се спасителна лодка, спазвайки обещанието си.
Корабът „Карпатия“ спасява оцелелите. Роуз избягва Кал, като се крие сред пътниците от кормилното управление, представяща се за Роуз Доусън. Все още облечена в палтото на Кал, тя открива огърлицата, пъхната в джоба. В настоящето Роуз казва, че по-късно е чула, че Кал се е самоубил, след като е загубил състоянието си при краха на Уолстрийт през 1929 г. Ловет изоставя търсенето си, след като чува историята на Роуз. Сама на кърмата на „Келдиш“, Роуз изважда „Сърцето на океана“, което е било нейно притежание през цялото време, и го пуска в океана над мястото на корабокрушението. Докато тя привидно спи в леглото си, нейните снимки върху скрина изобразяват живот на свобода и приключения, вдъхновен от ранните ѝ разговори с Джак. Младата Роуз се събира отново с Джак на Голямото стълбище на „Титаник“, аплодирана от загиналите на кораба.

## Актьорски състав
| Актьор                    | Роля                                | Измислен герой | Исторически герой |
| 1912                      | 1912                                | 1912           | 1912              |
| ------------------------- | ----------------------------------- | -------------- | ----------------- |
| Леонардо ди Каприо        | Джак Доусън                         | Ok             |                   |
| Кейт Уинслет              | Роуз Деуит Бюкейтър                 | Ok             |                   |
| Били Зейн                 | Каледон „Кал“ Хокли                 | Ok             |                   |
| Кати Бейтс                | Маргарет „Моли“ Браун               |                | Ok                |
| Францис Фишер             | Рут Деуит Бюкейтър                  | Ok             |                   |
| Дейвид Уорнър             | Спайсър Лавджой                     | Ok             |                   |
| Бърнард Хил               | Капитан Едуард Джон Смит            |                | Ok                |
| Джонатан Хайд             | Джоузеф Брус Исмей                  |                | Ok                |
| Виктор Гарбър             | Томас Андрюс                        |                | Ok                |
| Ерик Брейдън              | Джон Джейкъб Астор IV               |                | Ok                |
| Шарлът Чатън              | Маделин Астор                       |                | Ok                |
| Рошел Роуз                | Луси Ноел Марта Лесли               |                | Ok                |
| Майкъл Инсайн             | Бенджамин Гугенхайм                 |                | Ok                |
| Мартин Джарвис            | Козмо Дъф-Гордън                    |                | Ok                |
| Розалинд Еърс             | Луси, Лейди Дъф-Гордън              |                | Ok                |
| Бърнард Фокс              | Арчибалд Грейси IV                  |                | Ok                |
| Дани Нучи                 | Фабрицио Де Роси                    | Ok             |                   |
| Джейсън Бари              | Томас „Томи“ Райън                  | Ok             |                   |
| Роки Тейлър               | Бърт Картмел                        | Ok             |                   |
| Александрия Оуенс-Сарно   | Кора Картмел                        | Ok             |                   |
| Камила Овърбай Рус        | Хелга Дал                           | Ok             |                   |
| Ерик Холънд               | Олаф Дал                            | Ok             |                   |
| Елза Рейвън               | Айда Щраус                          |                | Ok                |
| Лю Палтър                 | Исидор Щраус                        |                | Ok                |
| Юън Стюарт                | Първи офицер Уилям Макмастър Мърдок |                | Ok                |
| Джонатан Филипс           | Втори офицер Чарлз Лайтълър         |                | Ok                |
| Кевин Де Ла Ной           | Трети офицер Хърбърт Питман         |                | Ok                |
| Саймън Крейн              | Четвърти офицер Джоузеф Боксхол     |                | Ok                |
| Йоан Грифит               | Пети офицер Харолд Лоу              |                | Ok                |
| Едуард Флечър             | Шести офицер Джеймс Пол Мууди       |                | Ok                |
| Джеймс Ланкастър (актьор) | Свещеник Томас Бйелс                |                | Ok                |
| 1996                      |                                     |                |                   |
| Глория Стюарт             | Роуз Калвърт (род. Деуит Бюкейтър)  | Ok             |                   |
| Сузи Еймис                | Лизи Калвърт                        | Ok             |                   |
| Бил Пакстън               | Брок Лавет                          | Ok             |                   |
| Луис Абернати             | Луис Бодин                          | Ok             |                   |
| Николас Касконе           | Боби Бюл                            | Ok             |                   |

## Приходи, награди и номинации
Със световна печалба от над 2,1 милиарда щатски долара, филмът заема първо място в списъка с най-успешните филми, докато не е заменен от Аватар (също от Джеймс Камерън) през 2009 година. Титаник печели 11 награди Оскар включително за най-добър филм и за най-добър режисьор.

### Награди
| Година | Награда                                                                            | Награда                                                                                         |
| 1998   | Оскар                                                                              | Оскар                                                                                           |
| ------ | ---------------------------------------------------------------------------------- | ----------------------------------------------------------------------------------------------- |
| 1998   | Оскар за най-добър филм                                                            | Джеймс Камерън, Джон Ландау                                                                     |
| 1998   | Оскар за най-добър режисьор                                                        | Джеймс Камерън                                                                                  |
| 1998   | Оскар за най-добра оригинална филмова музика                                       | Джеймс Хорнър                                                                                   |
| 1998   | Oскар за най-добра оригинална песен                                                | „My heart will go on“ изпята от Селин Дион, наградата е връчена на Джеймс Хорнър и Уил Дженингс |
| 1998   | Оскар за най-добри специални визуални ефекти                                       | Томас Л. Фишър, Робърт Легато, Майкъл Канфер                                                    |
| 1998   | Оскар за най-добра кинематография                                                  | Ръсел Карпентър                                                                                 |
| 1998   | Оскар за най-добър филмов монтаж                                                   | Джеймс Камерън, Конрад Бъф IV, Ричард Харис                                                     |
| 1998   | Оскар за най-добри костюми                                                         | Дебора Скот                                                                                     |
| 1998   | Оскар за най-добър звуков микс                                                     | Гари Райдстром, Гари Самърс, Марк Улано                                                         |
| 1998   | Оскар за най-добри декори                                                          | Питър Ламонт, Майкъл Д. Форд                                                                    |
| 1998   | Оскар най-добър монтаж на звуковите ефекти                                         | Кристофър Бойс, Том Белфорт                                                                     |
| 1998   | Златен глобус                                                                      |                                                                                                 |
| 1998   | Златен глобус за най-добър филм – драма                                            |                                                                                                 |
| 1998   | Златен глобус за най-добър режисьор                                                | Джеймс Камерън                                                                                  |
| 1998   | Златен глобус за най-добра филмова музика                                          | „My heart will go on“ изпята от Селин Дион                                                      |
| 1998   | Златен глобус за най-добра филмова музика                                          | Джеймс Хорнър                                                                                   |
| 1998   | Сатурн                                                                             |                                                                                                 |
| 1998   | Сатурн за най-добра актриса в поддържаща роля                                      | Глория Стюарт                                                                                   |
| 1998   | Сателит                                                                            |                                                                                                 |
| 1998   | Сателит за най-добър филм-драма                                                    |                                                                                                 |
| 1998   | Сателит за най-добър режисьор                                                      | Джеймс Камерън                                                                                  |
| 1998   | Сателит за най-добър филмов монтаж                                                 | Джеймс Камерън, Конрад Бъф IV, Ричард Харис                                                     |
| 1998   | Сателит за най-добра филмова музика                                                | Джеймс Хорнър                                                                                   |
| 1998   | Сателит за най добра филмова песен                                                 | „My heart will go on“ изпята от Селин Дион                                                      |
| 1998   | Сателит за най добри костюми                                                       | Дебора Скот                                                                                     |
| 1998   | Сателит за най-добра режисура и дизайн                                             | Питър Ламонт                                                                                    |
| 1998   | Изборът на критиците                                                               |                                                                                                 |
| 1998   | Награда „Изборът на критиците“ за най-добър режисьор                               | Джеймс Камерън                                                                                  |
| 1998   | Филмови награди на Ем Ти Ви                                                        |                                                                                                 |
| 1998   | Филмова награда на Ем Ти Ви за най-добър филм                                      |                                                                                                 |
| 1998   | Филмова награда на Ем Ти Ви за най-добър актьор                                    | Леонардо ди Каприо                                                                              |
| 1998   | Blockbuster Entertainment                                                          |                                                                                                 |
| 1998   | Награда "Blockbuster Entertainment" за най-добър актьор - драма                    | Леонардо ди Каприо                                                                              |
| 1998   | Награда „Blockbuster Entertainment“ за най-добра актриса – драма                   | Кейт Уинслет                                                                                    |
| 1998   | Награда „Blockbuster Entertainment“ за най-добра актриса в поддържаща роля – драма | Кати Бейтс                                                                                      |
| 1998   | Награда „Blockbuster Entertainment“ за най-добър актьор в поддържаща роля – драма  | Били Зейн                                                                                       |
| 1999   | Емпайър                                                                            | Емпайър                                                                                         |
| 1999   | Емпайър за най-добър филм                                                          |                                                                                                 |
| 1999   | Емпайър за най-добра британска актриса                                             | Кейт Уинслет                                                                                    |

### Номинации
| Година | Награда                                                | Награда                                      |
| 1998   | Оскар                                                  | Оскар                                        |
| ------ | ------------------------------------------------------ | -------------------------------------------- |
| 1998   | Оскар за най-добра женска роля                         | Кейт Уинслет                                 |
| 1998   | Оскар за най-добра актриса в поддържаща роля           | Глория Стюарт                                |
| 1998   | Оскар за най-добър грим                                | Тина Ърншоу, Грек Канъм, Саймън Томпсън      |
| 1998   | Златен глобус                                          |                                              |
| 1998   | Златен глобус за най-добър актьор в драма              | Леонардо ди Каприо                           |
| 1998   | Златен глобус за най-добра актриса в драма             | Кейт Уинслет                                 |
| 1998   | Златен глобус за най-добра актриса в поддържаща роля   | Глория Стюарт                                |
| 1998   | Златен глобус за най‑добър сценарий                    | Джеймс Камерън                               |
| 1998   | Британска академия за филмово и телевизионно изкуство  |                                              |
| 1998   | Награда на БАФТА за най-добър филм                     | Джеймс Камерън                               |
| 1998   | БАФТА за най-добър режисьор                            | Джеймс Камерън                               |
| 1998   | БАФТА за най-добра кинематография                      | Ръсел Карпендър                              |
| 1998   | БАФТА за най-добра филмова музика                      | Джеймс Хорнър                                |
| 1998   | БАФТА за за най-добър филмов монтаж                    | Джеймс Камерън, Конрад Бъф IV, Ричард Харис  |
| 1998   | БАФТА за най-добри костюми                             | Дебора Скот                                  |
| 1998   | БАФТА за най-добър грим и прически                     | Тина Ърншоу, Грек Канъм, Саймън Томпсън      |
| 1998   | БАФТА за най-добър звук                                | Гари Райдстром, Гари Самърс, Марк Улано      |
| 1998   | БАФТА за най-добри визуални ефекти                     | Томас Л. Фишър, Робърт Легато, Майкъл Канфер |
| 1998   | БАФТА за най-добър дизайн на продукция                 | Питър Ламонт                                 |
| 1998   | Сателит                                                |                                              |
| 1998   | Сателит за най‑добър оригинален сценарий               | Джеймс Камерън                               |
| 1998   | Сателит за най-добър актьор                            | Леонардо ди Каприо                           |
| 1998   | Сателит за най-добра актриса                           | Кейт Уинслет                                 |
| 1998   | Сателит за най-добър режисьор                          | Ръсел Карпентър                              |
| 1998   | Сателит за за най-добри специални визуални ефекти      | Томас Л. Фишър, Робърт Легато, Майкъл Канфер |
| 1998   | Филмови награди на Ем Ти Ви                            |                                              |
| 1998   | Филмова награда на Ем Ти Ви за най добра екшън сцена   |                                              |
| 1998   | Филмова награда на Ем Ти Ви за най добра актриса       | Кейт Уинслет                                 |
| 1998   | Филмова награда на Ем Ти Ви за най добра целувка       | Леонардо ди Каприо & Кейт Уинслет            |
| 1998   | Филмова награда на Ем Ти Ви за най добра филмова песен | "My heart will go on" изпята от Селин Дион   |
| 1998   | Филмова награда на Ем Ти Ви за най-добър филмов екип   | Леонардо ди Каприо & Кейт Уинслет            |
| 1998   | Филмова награда на Ем Ти Ви за най-добър злодей        | Били Зейн                                    |

## Музика
Саундтракът на филма е редактиран от композитора Джеймс Хорнър. Режисьорът Джеймс Камерън бил предложил на ирландската певица Еня, но след нейния отказ той помолил Хорнър да състави партитурата, като изрично го помолил да използва същия вокализиран стил като Еня. Заедно с Уил Дженингс, Хорнър композира песента My Heart Will Go On. За тази творба Хорнър получи два Оскара, два Златни глобуса, две награди "Сателит", награда Грами за най-добра песен и други. Саундтрак албумът е сред най-продаваните в света.

## 3D
На 6 април 2021 от Paramount Pictures, 20th Century Fox и Lightstorm Entertainment е обявено, че „Титаник“ ще бъде излъчен в кината на 3D на 6 април 2012 г., по случай на 100 години от потъването на лайнерът.  Преобразуването на филма в 3D струва 18 милиона щатски долара .

## В България
В България филмът е пуснат по кината на 6 март 1998 г. от „Дъга Филм Ентъртейнмънт“.
На 29 октомври 1998 г. е издаден на VHS от „Мей Стар Филм“.
На 28 декември 2003 г. е излъчен за първи път по“БНТ"
През 2005 г. е издаден на DVD от „Мей Стар Филм“.
През 2007 г. е излъчен по „БТВ“ с български субтитри.
През 2009 г. отново е издаден на DVD от „А+Филмс“.
На 21 февруари 2011 г. е излъчен по „Диема 2“.
На 6 април 2012 г. е пуснат отново по кината от „Александра Филмс“ в 3D.
На 5 януари 2014 г. се излъчва по каналите на „Би Ти Ви Медиа Груп“.
На 14 февруари 2023 г. се излъчва по кината по случаи 25-ата годишнина.
На 1 март 2025 г. е излъчен по „Кино Нова“.
На 9 август 2025 г. е излъчен по „Нова телевизия“.

### Дублажи
| Преводач            | Живко Тодоров |
| Редактор            | Пепа Попова |
| Тонрежисьор         | Адриана Червенкова                                                                                                |
| Режисьор на дублажа | Мария Николова |
| Озвучаващи артисти  | Таня Димитрова Таня Михайлова Владимир Пенев Симеон Владов Георги Георгиев-Гого Николай Николов Христо Чешмеджиев |

| Озвучаващи артисти  | Йорданка Илова Даниела Йорданова Силви Стоицов Васил Бинев Николай Николов Христо Узунов |
| Преводач            | Живко Тодоров                                                                            |
| Тонрежисьор         | Цветомир Цветков                                                                         |
| Режисьор на дублажа | Димитър Кръстев                                                                          |

| Озвучаващи артисти  | Лина Златева Радосвета Василева Даниел Цочев Здравко Методиев Христо Чешмеджиев Васил Бинев |
| Преводач            | Живко Тодоров                                                                               |
| Тонрежисьор         | Хачо Манукян                                                                                |
| Режисьор на дублажа | Чавдар Монов                                                                                |